# Força Terrestre de Autodefesa do Japão
Força Terrestre de Autodefesa do Japão (陸上自衛隊, Rikujō Jieitai) é o ramo terrestre militar (exército) das Forças Armadas do Japão.
O quartel-general do exército japonês atualmente está na região de Ichigaya, Shinjuku, em Tóquio, tendo como seu comandante o general Koji Yamazaki. Atualmente conta com 150 000 soldados em suas fileiras, perto de mil tanques de guerra e mais de três mil veículos de combate blindados.

## História

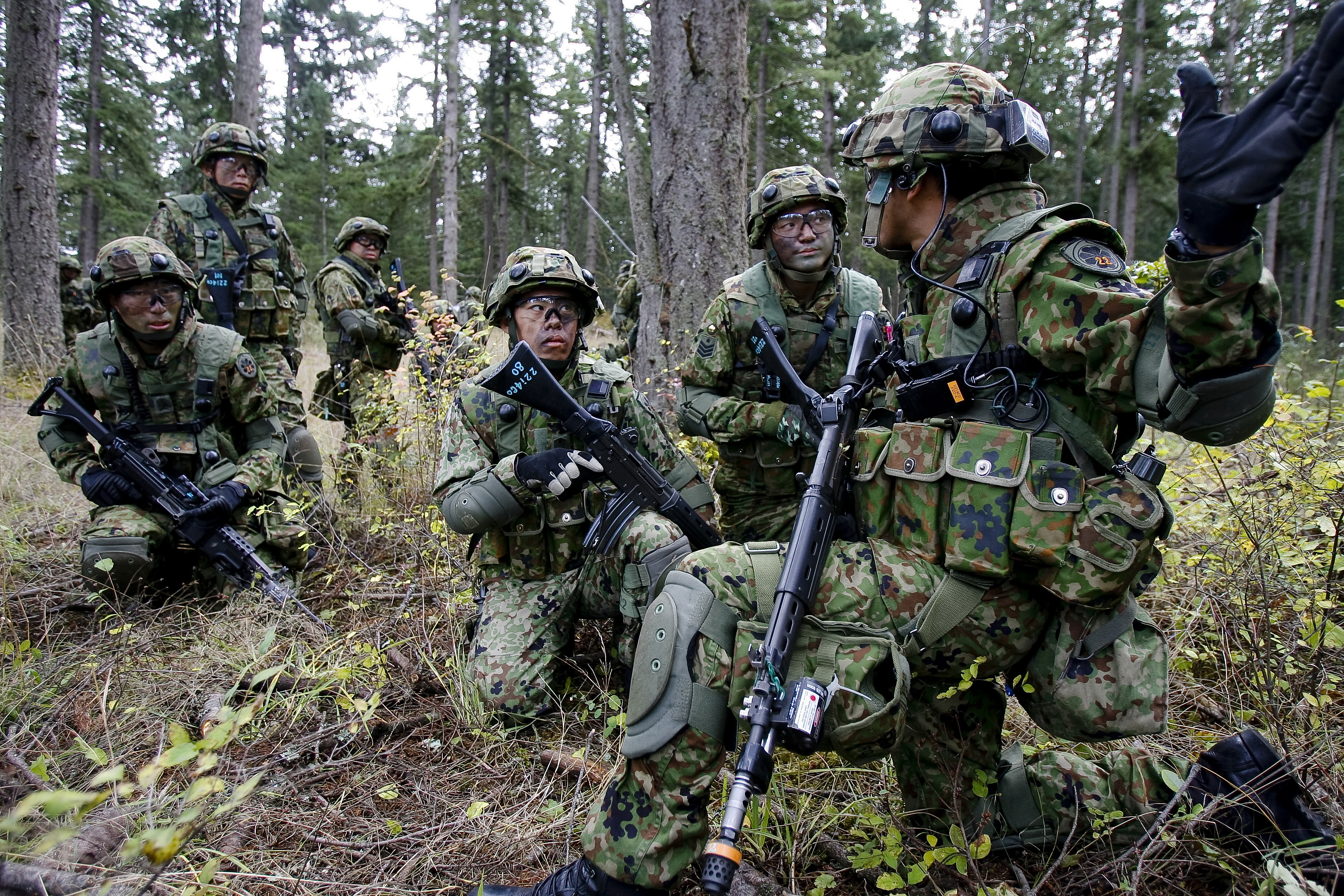
Militares japoneses e americanos durante um exercício em conjunto. Alguns armados com o fuzil Howa Type 89, padrão das forças armadas.

Com a derrota na Segunda Guerra Mundial o Japão abriu mão incondicionalmente de todas as forças armadas japonesas. A atual Constituição proíbe o Japão do pós-guerra de manter as forças militares e de levar a guerra para resolver disputas internacionais.
Apesar da cláusula anti-guerra, a Polícia Nacional Reserva foi criada em 1950 durante a ocupação do Japão pelos Aliados (1945-1952) para substituir as tropas americanas que foram enviadas para a Guerra da Coréia. A Polícia Nacional foi transformada em Forças de Autodefesa do Japão pelo governo japonês em 1954.
As Forças de Autodefesa do Japão foram divididos em três ramos militares:
- Força Terrestre de Autodefesa (Exército)
- Força Marítima de Autodefesa (Marinha)
- Força Aérea de Autodefesa (Aeronáutica)

## Inventário

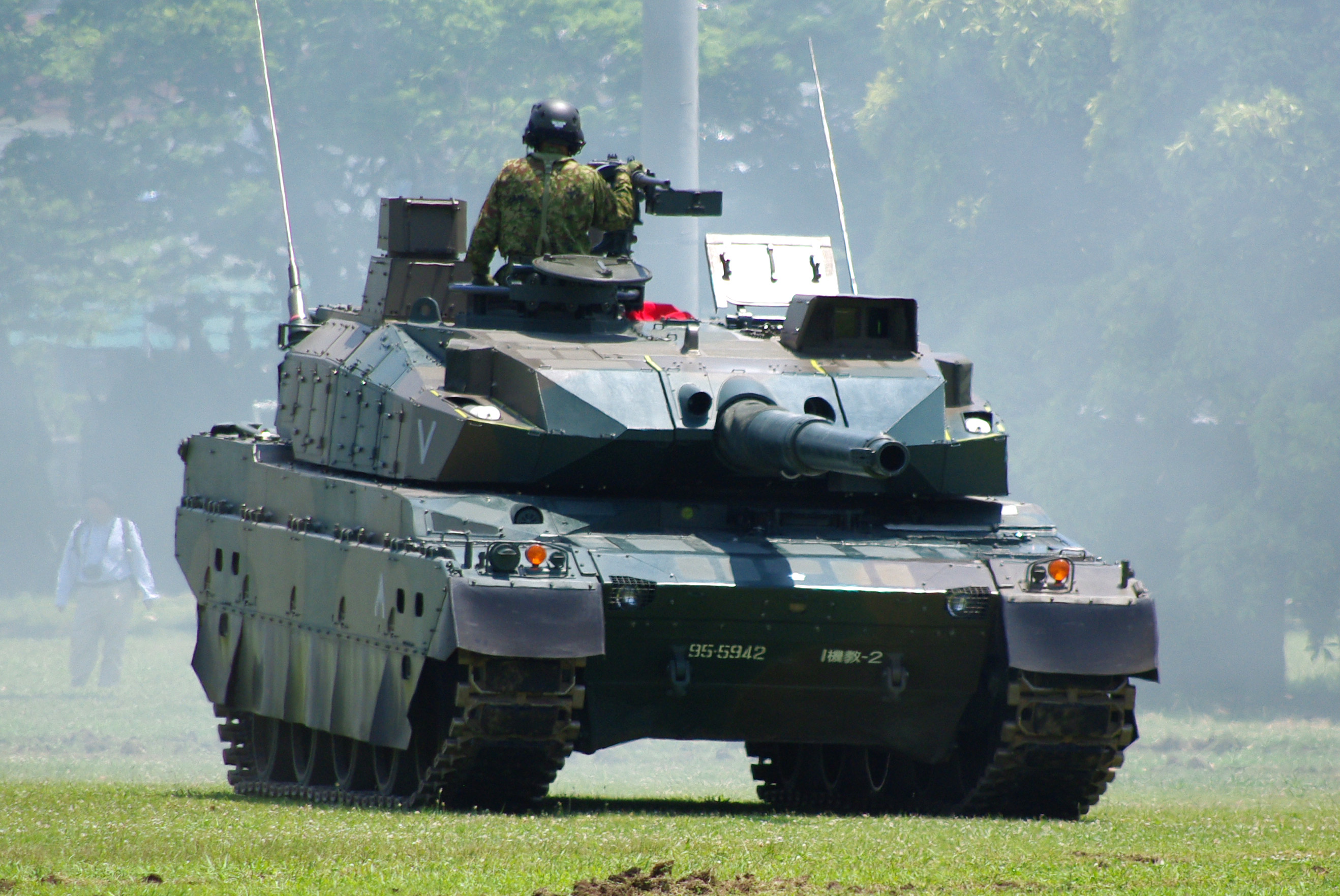
Type 10

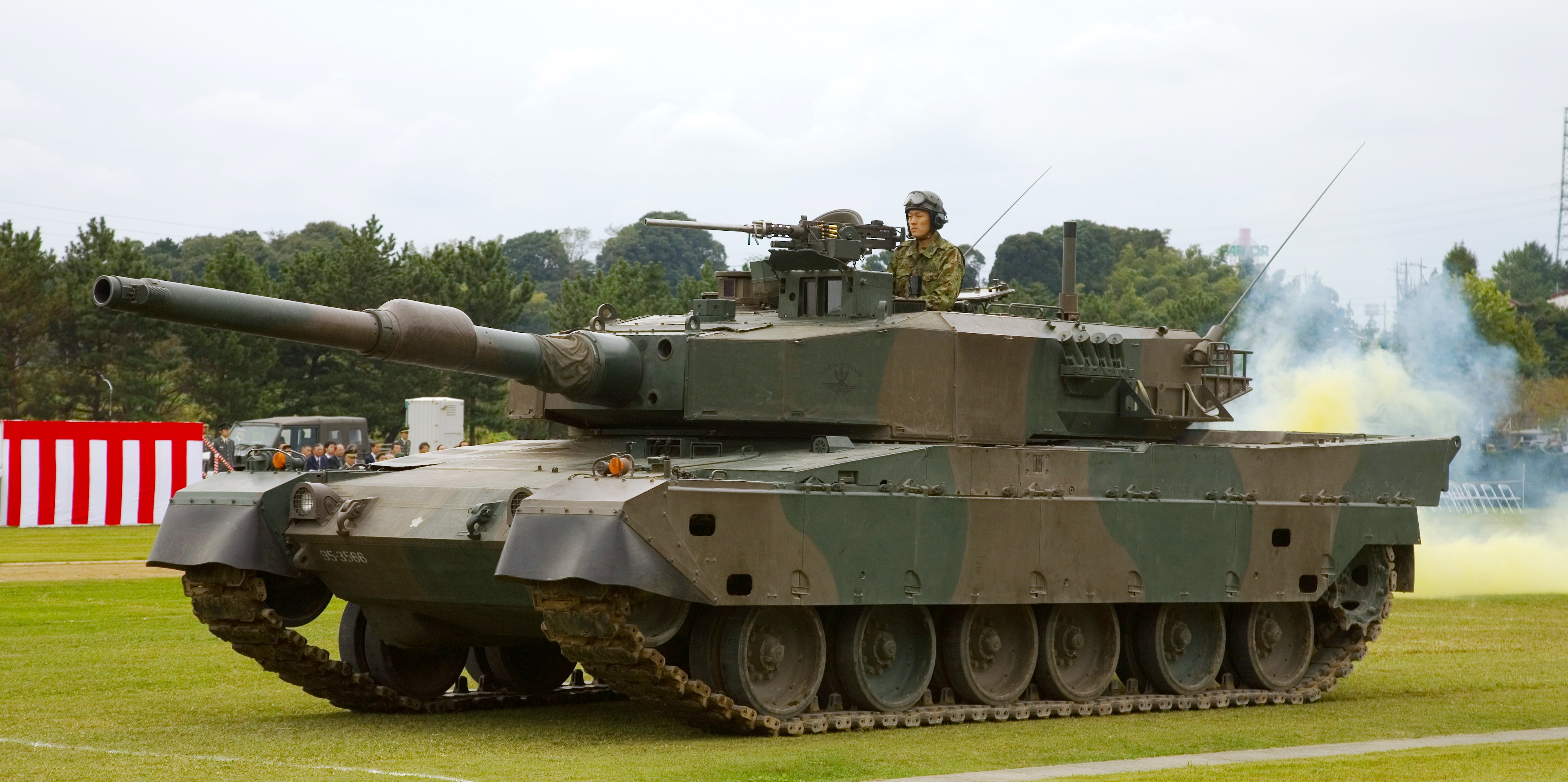
Type 90

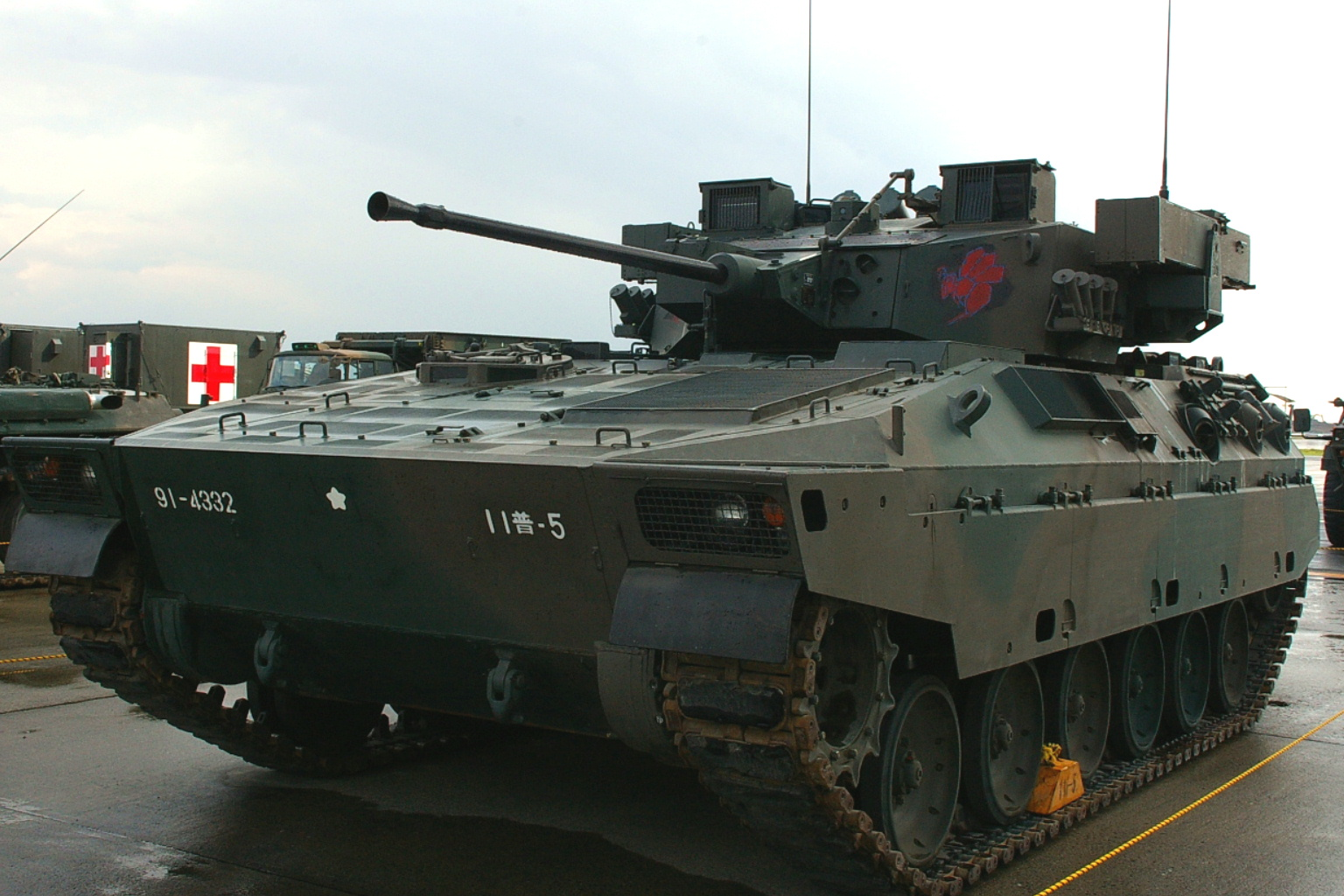
Type 89 IFV

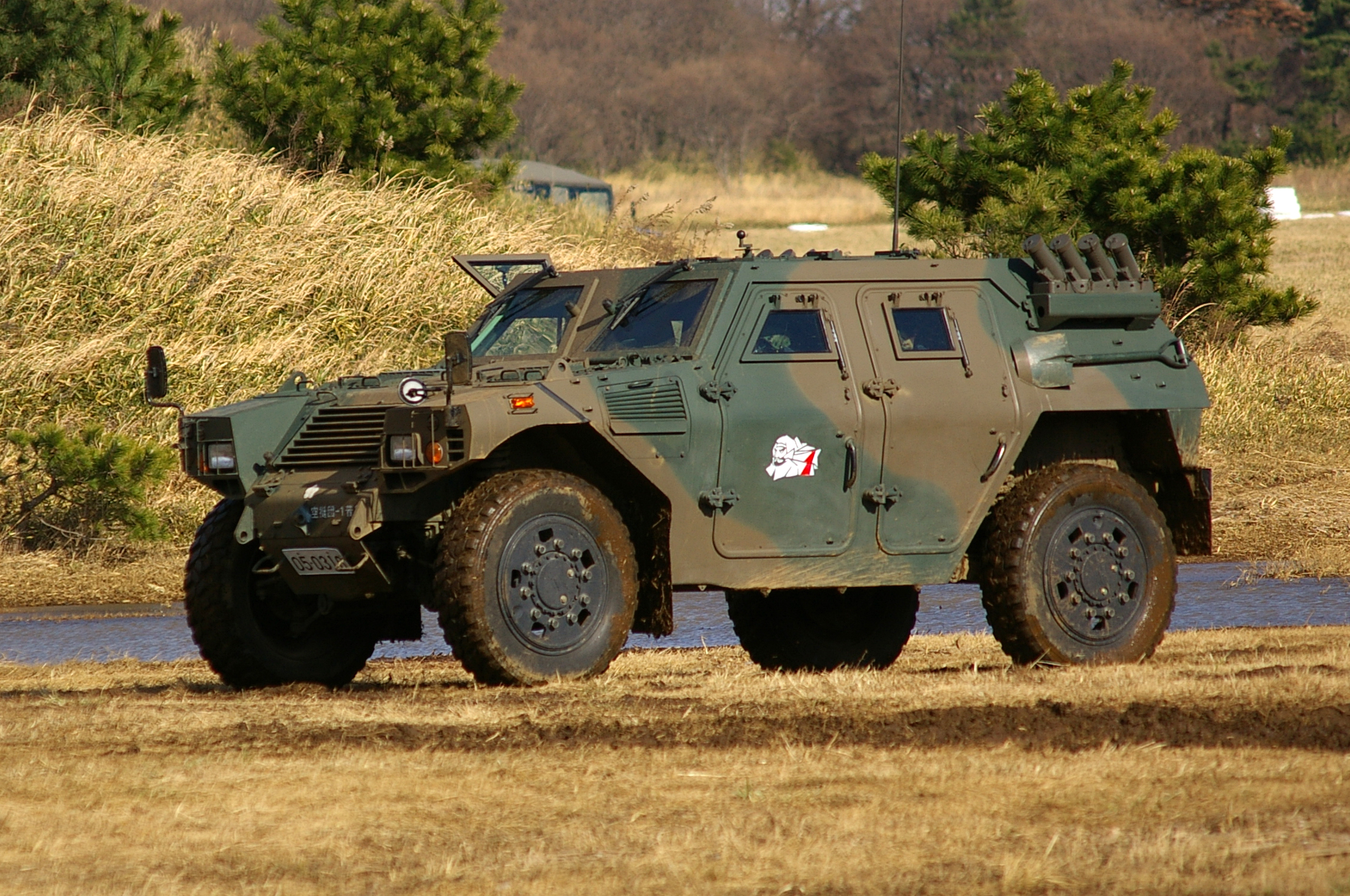
Komatsu LAV

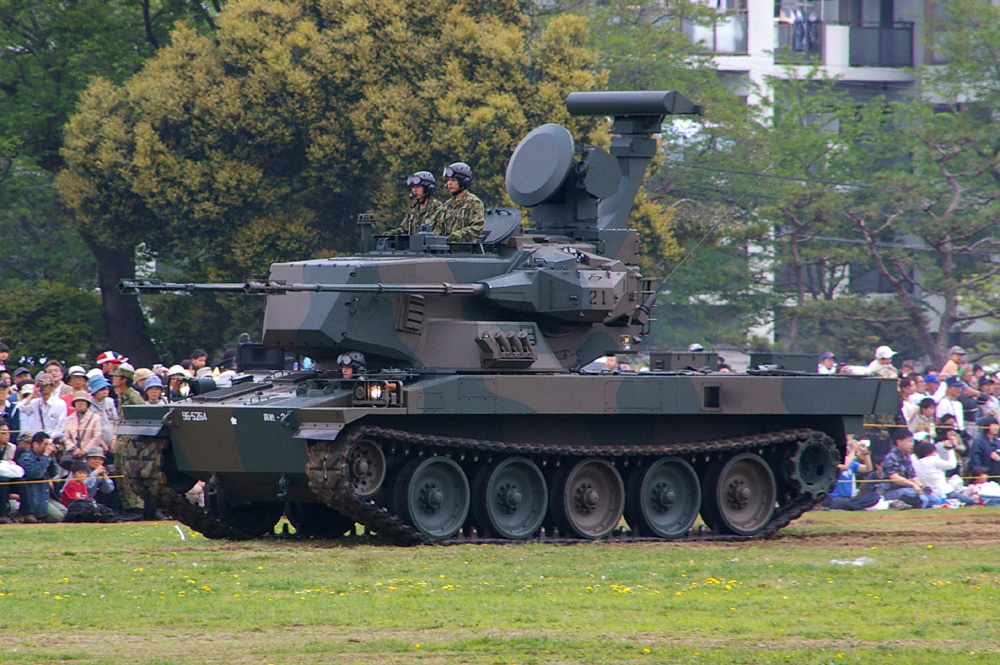
Type 87 AA

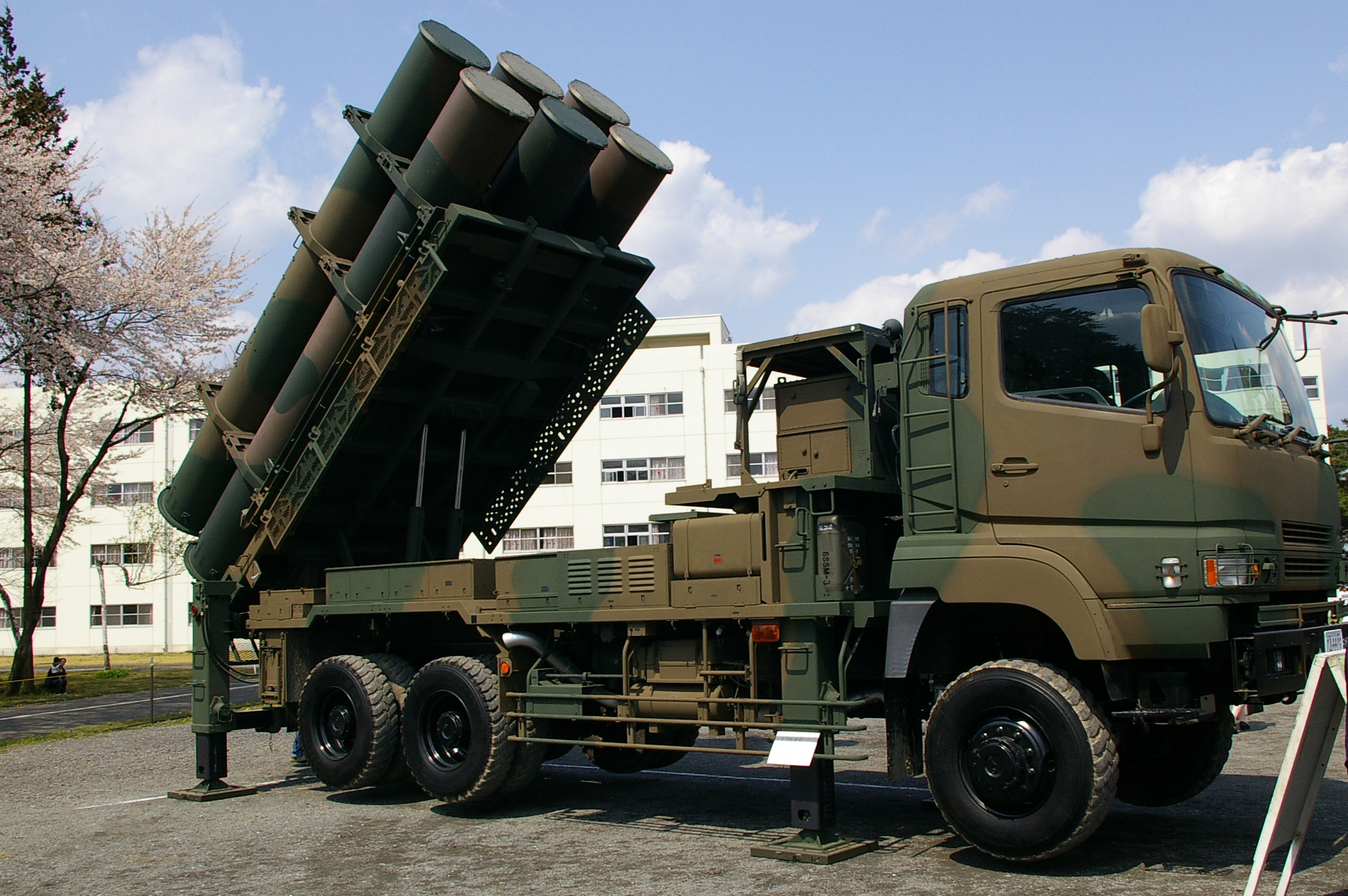
Type88 SSM

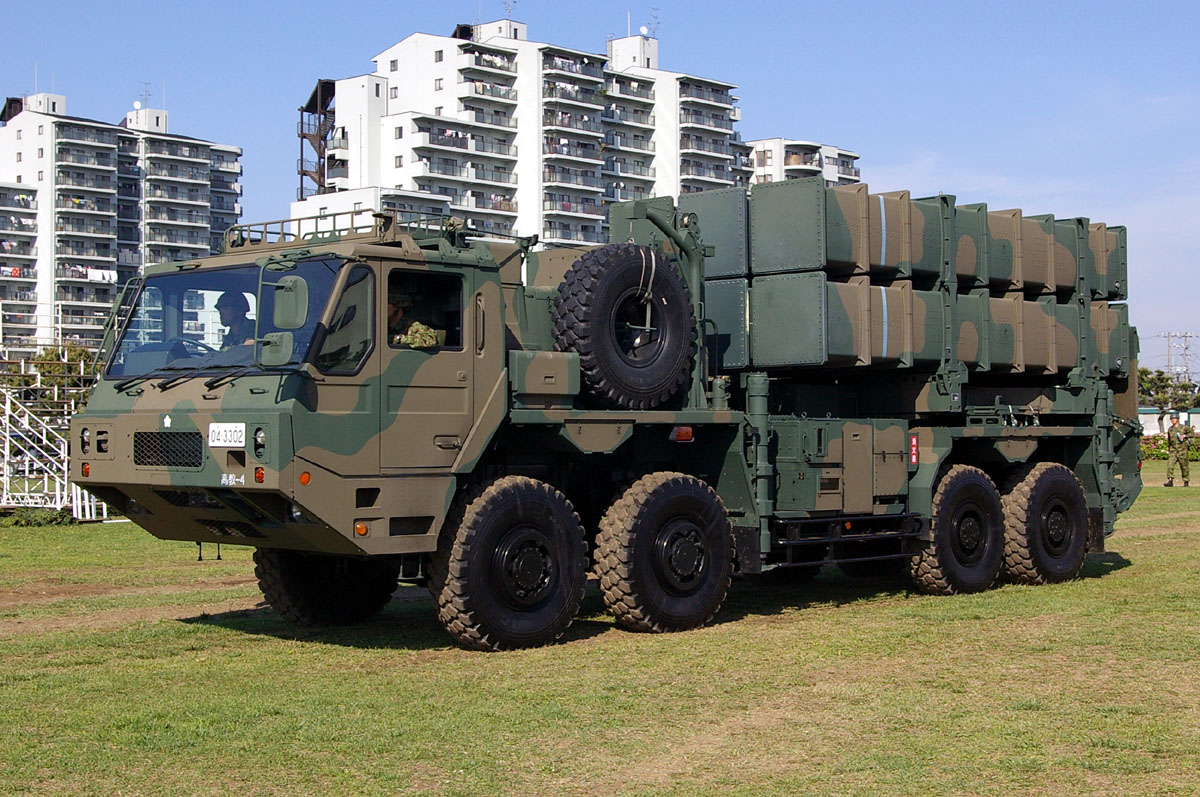
Type03 SAM

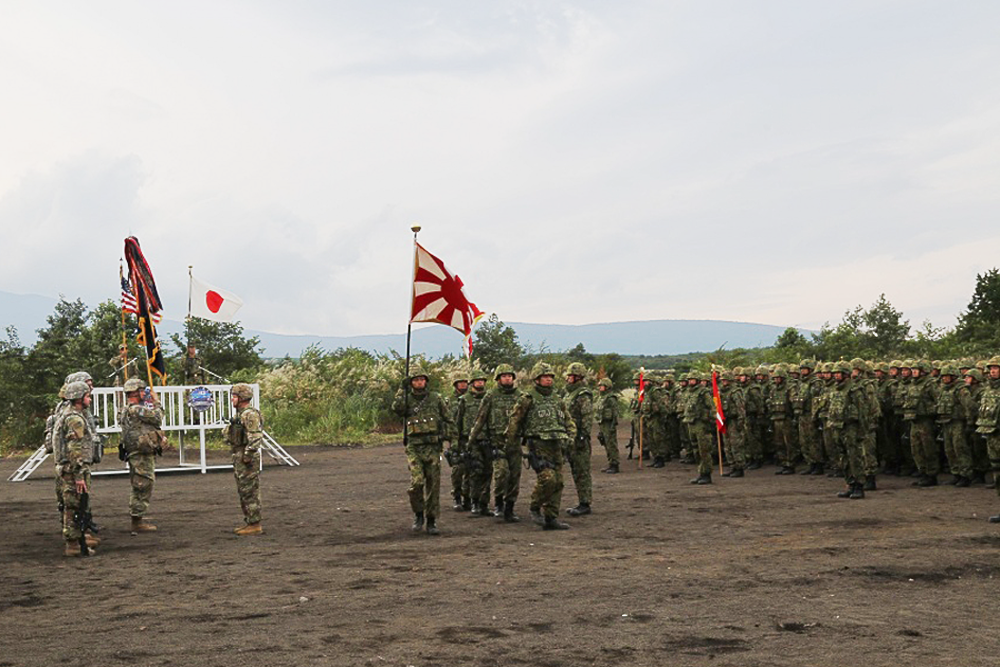
Soldados das forças de defesa do Japão.

| Nome                                        | Origem         | Tipo                                              | Versão           | Em serviço | Notas                                                                    |
| ------------------------------------------- | -------------- | ------------------------------------------------- | ---------------- | ---------- | ------------------------------------------------------------------------ |
| Type 10                                     | Japão          | Carro de combate principal                        | Type 10          | 66         | Criado por Mitsubishi esta substituindo o Type 74                        |
| Type 90                                     | Japão          | Carro de combate principal                        | Type 90          | 341        | Criado por Mitsubishi                                                    |
| Type 74 Nana-yon                            | Japão          | Carro de combate principal                        | Nana-yon         | 280        | Criado por Mitsubishi todas as 280 colocadas na reserva                  |
| Maneuver Combat Vehicle                     | Japão          | Caça-tanques                                      | kidou-sentou-sha | 4          | Criado por Mitsubishi                                                    |
| Type 89 IFV                                 | Japão          | Veículos de infantaria                            | Type 89          | 120        | Criado por Mitsubishi e Komatsu                                          |
| Type 75 155 mm self-propelled howitzer      | Japão          | Artilharia autopropulsada                         | Type 75 155 mm   | 201        | Criado por Mitsubishi e Japan Steel                                      |
| M110 howitzer                               | Estados Unidos | Artilharia autopropulsada                         | M110 203mm       | 91         | sob licença Mitsubishi                                                   |
| M270 Multiple Launch Rocket System          | Estados Unidos | sistema de foguetes de saturação                  | MLRS             | 99         | sob licença Mitsubishi                                                   |
| Type 92 Multiple Launch Rocket System       | Japão          | sistema de foguetes de saturação                  | Type 92          | 26         | Criado por IHI Corporation                                               |
| Type 99 155 mm self-propelled howitzer      | Japão          | Artilharia autopropulsada                         | Type 99 155 mm   | 99         | Criado por Mitsubishi                                                    |
| FH70                                        | União Europeia | Artilharia rebocada                               | FH70             | 480        | sob licença Fuji                                                         |
| Type 82 Command and Communication Vehicle   | Japão          | veículo de comando / comunicação                  | Type 82          | 231        | Criado por Mitsubishi                                                    |
| NBC Chemical Reconnaissance Vehicle         | Japão          | veículo de reconhecimento NBC                     | NBC RV           | 17         | Criado por Mitsubishi                                                    |
| Type 82 NBC Chemical Reconnaissance Vehicle | Japão          | veículo de reconhecimento NBC                     | Type 82 NBC      | 30         | Criado por Mitsubishi                                                    |
| Type 87 Reconnaissance and Warning Vehicle  | Japão          | veículo de reconhecimento / alerta                | Type 87          | 110        | Criado por Komatsu                                                       |
| Type 96 120mm hakugekihou                   | Japão          | veículo blindado Porta Morteiro                   | Type 96 120mm    | 24         | Criado por Komatsu                                                       |
| Komatsu LAV                                 | Japão          | veículo blindado leve                             | Lav              | 1673       | Criado por Komatsu                                                       |
| Type 73 Armored Personnel Carrier           | Japão          | veículo blindado de transporte de pessoal         | Type 73          | 338        | Criado por Mitsubishi                                                    |
| Type 96 Armored Personnel Carrier           | Japão          | veículo blindado de transporte de pessoal         | Type 96          | 357        | Criado por Komatsu                                                       |
| AAV7                                        | Estados Unidos | veículo blindado de transporte de pessoal Anfíbio | AAV7             | 4          | Criado por BAE Systems                                                   |
| Bushmaster                                  | Austrália      | MRAP                                              |                  | 4          | Criado por Thales Australia (formerly ADI)                               |
| Type 87 self-propelled anti-aircraft gun    | Japão          | veículo artilharia anti-aérea                     | Type 87 AA       | 52         | Criado por Mitsubishi e Japan Steel                                      |
| Type 01 LMAT                                | Japão          | missil anti-tanque                                | LMAT             | 1073       | Criado por Kawasaki                                                      |
| Type 79 Jyu-MAT                             | Japão          | missil anti-tanque                                | Jyu-MAT          |            | Criado por Kawasaki                                                      |
| Type 87 Chu-MAT                             | Japão          | missil anti-tanque                                | Chu-MAT          |            | Criado por Mitsubishi e Kawasaki                                         |
| Type94 Beach Minelayer Vehicle              | Japão          | Veiculo de minagem de praia                       | Type94           |            | Criado por Universal Shipbuilding Corporation                            |
| Type 88 Surface-to-Ship Missile             | Japão          | veículo lançador de míssil Anti-Navio             | Type 88          | 100        | Criado por Mitsubishi                                                    |
| Type 12 Surface-to-Ship Missile             | Japão          | veículo lançador de míssil Anti-Navio             | Type 12          | 22 grupos  | Criado por Mitsubishi                                                    |
| Type 96 Multi-Purpose Missile System        | Japão          | veículo lançador de míssil superfície-superfície  | Type 96          | 37 grupos  | Criado por Kawasaki                                                      |
| Middle range Multi-Purpose missile          | Japão          | veículo lançador de míssil superfície-superfície  | Chu-MPM          | 57 grupos  | Criado por Kawasaki                                                      |
| MIM-23 Hawk                                 | Estados Unidos | míssil superfície-ar                              | Improved HAWK    | 200        | sob licença Mitsubishi e Toshiba                                         |
| FIM-92 Stinger                              | Estados Unidos | manpads                                           | FIM-92           | 80         |                                                                          |
| Type 81 Surface-to-air Missile              | Japão          | veículo lança míssil superfície-ar                | Tan-SAM          |            | foram fabricados 1800 unidades criado por Toshiba                        |
| Type 91 Surface-to-air missile              | Japão          | manpads                                           | Type 91          | 279 A 77 B | Criado por Toshiba                                                       |
| Type 93 Surface-to-air missile              | Japão          | veículo lança míssil superfície-ar                | Type 93          | 113        | Criado por Toshiba                                                       |
| Type 03 Medium-Range Surface-to-Air Missile | Japão          | veículo lança míssil superfície-ar                | Type 3 Chu-SAM   | 14 grupos  | Criado por Mitsubishi                                                    |
| Type-11 short-range surface-to-air missile  | Japão          | veículo lança míssil superfície-ar                | Type-11 SAM      | 4 grupos   | Criado por Mitsubishi esta substituindo o Type 81 Surface-to-air Missile |

## Inventário de aeronaves

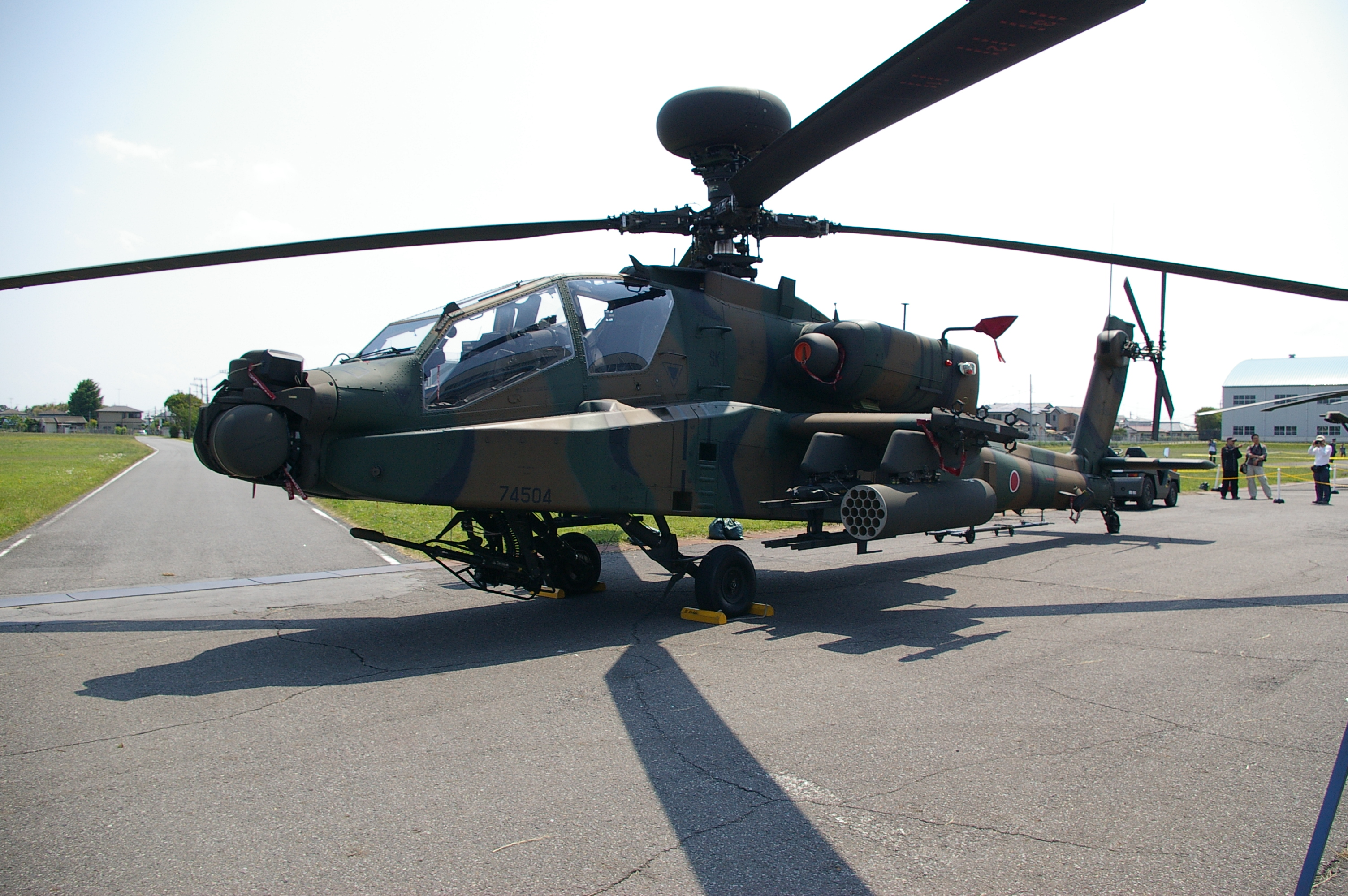
AH-64DJP

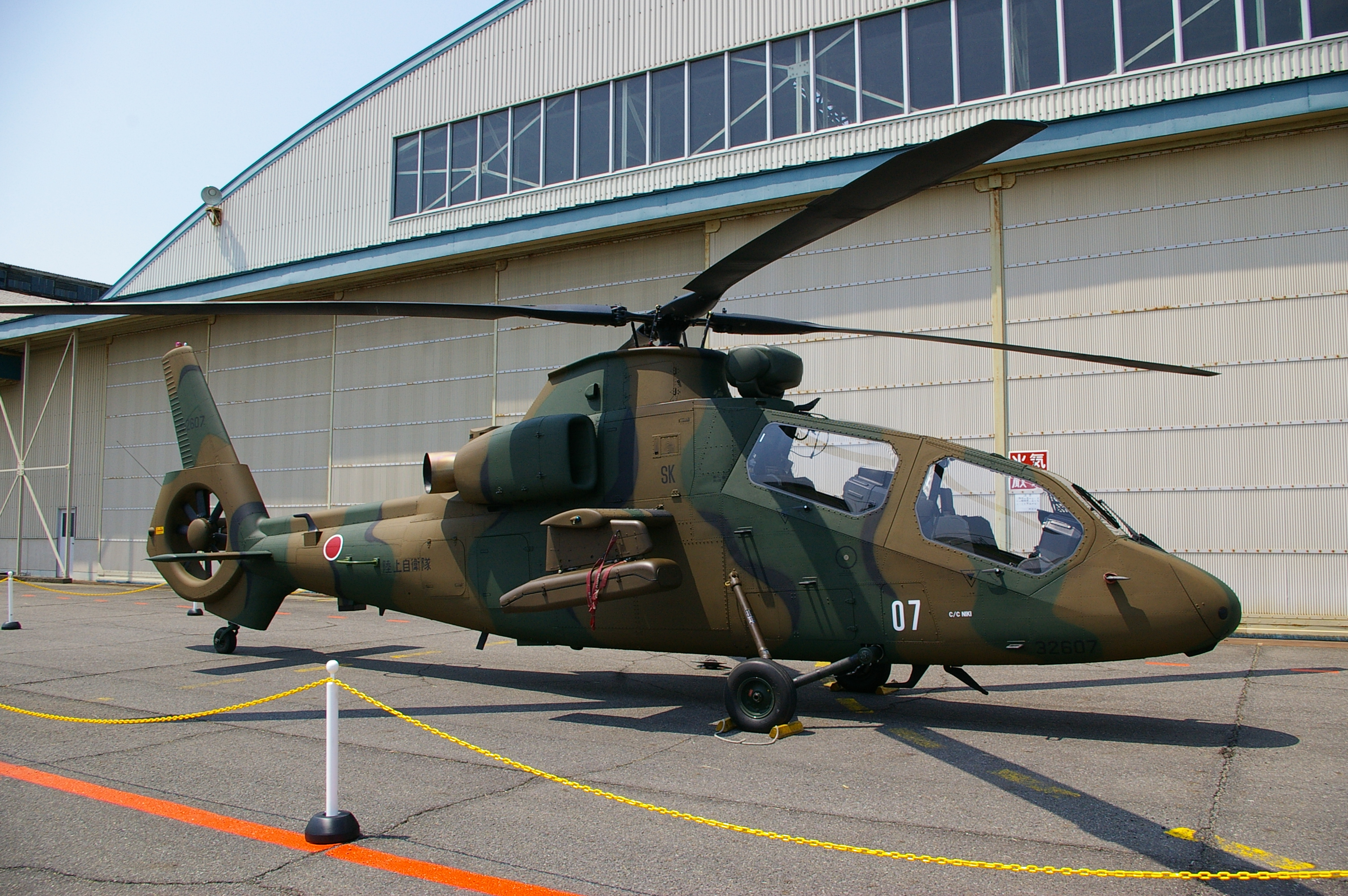
OH-1

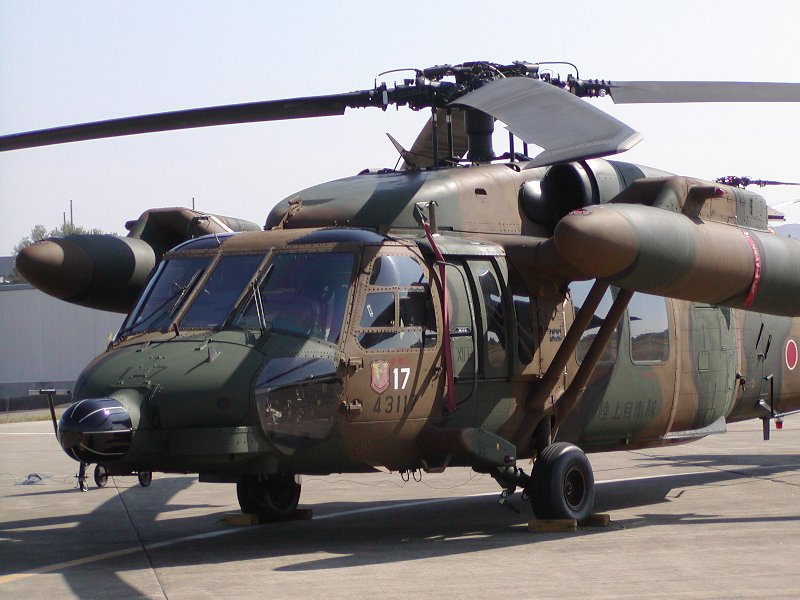
UH-60JA

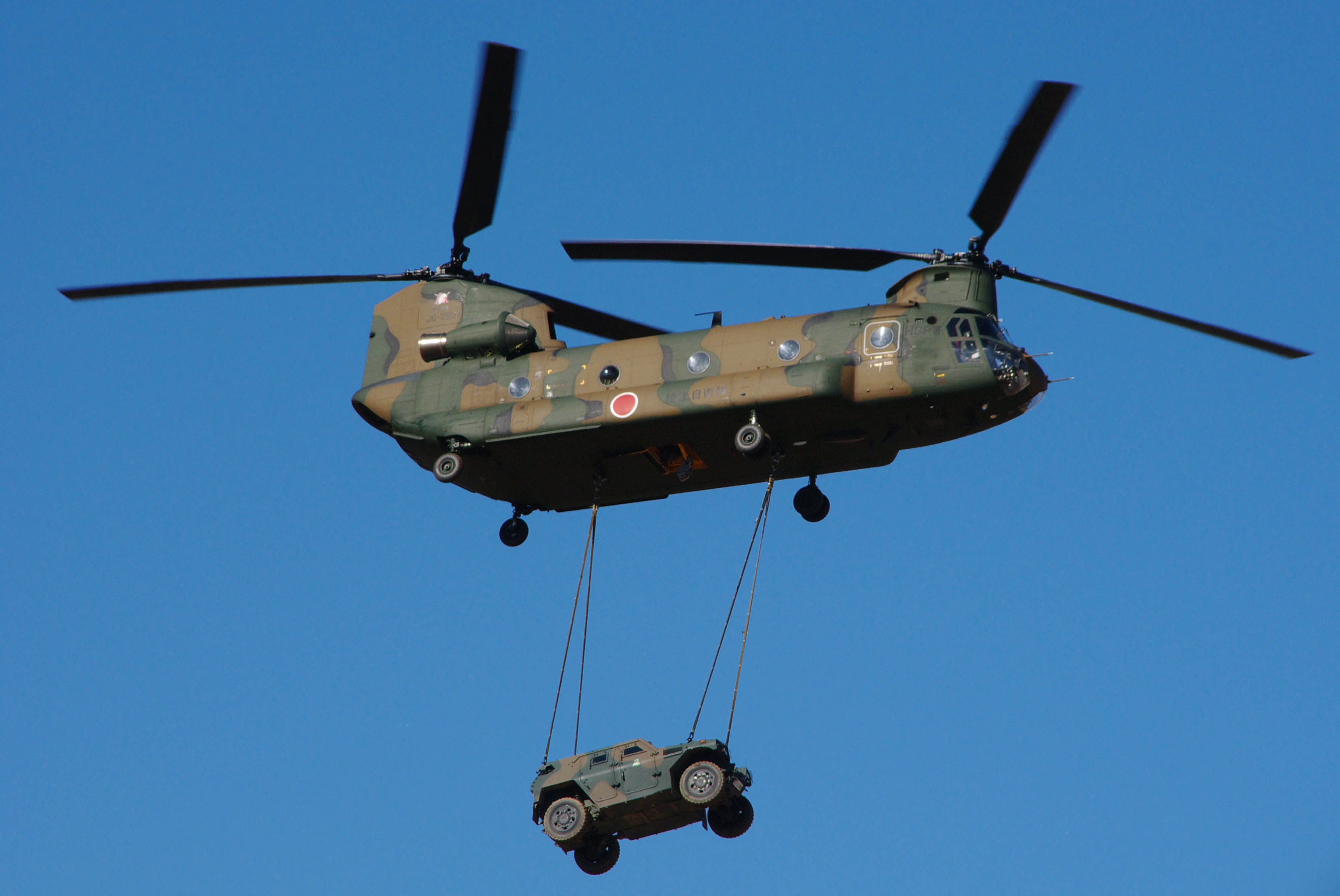
CH-47JA

A Força Terrestre de Autodefesa opera 469 aeronaves, incluindo 458 helicópteros de diferente modelos:
| Avião                             | Origem         | Tipo                             | Versão        | Em serviço | Notas                                                       |
| --------------------------------- | -------------- | -------------------------------- | ------------- | ---------- | ----------------------------------------------------------- |
| Mitsubishi MU-2                   | Japão          | Utilitário de transporte         | LR-1          | 20         | Criado por Mitsubishi                                       |
| Beechcraft Super King Air         | Estados Unidos | Utilitário de transporte         | LR-2          | 7          |                                                             |
| Bell 205                          | Estados Unidos | Helicóptero utilitário           | UH-1HUH-1J    | 133+130    | sob licença/Fuji                                            |
| Bell AH-1 Cobra                   | Estados Unidos | Helicóptero de ataque            | AH-1S         | 90         | sob licença/Fuji                                            |
| Boeing AH-64 Apache               | Estados Unidos | Helicóptero de ataque            | AH-64DJP      | 13         | sob licença/Fuji                                            |
| Boeing CH-47 Chinook              | Estados Unidos | Helicóptero de transporte        | CH-47JCH-47JA | 56         | sob licença/Kawasaki                                        |
| Eurocopter EC 225                 | União Europeia | VIP                              | EC 225LP      | 3          | Substituindo o AS332L                                       |
| Kawasaki OH-1                     | Japão          | Helicóptero de patrulha / ataque | OH-1          | 38         | Under delivery                                              |
| MD Helicopters MD 500             | Japão          | Helicóptero de patrulha          | OH-6D         | 193        | Criado por Kawasaki / Começaram a ser lentamente eliminados |
| UH-60 Black Hawk                  | Estados Unidos | Helicóptero de transporte        | UH-60JA       | 40         | sob licença/Mitsubishi                                      |
| Yamaha RMAX                       | Japão          | Helicóptero não tripulado        |               |            | Criado por Yamaha                                           |
| Flying Forward Observation System | Japão          | Helicóptero não tripulado        | FFOS          |            | fabricante desconhecido                                     |
| AeroVironment RQ-11 Raven         | Estados Unidos | Veículo aéreo não tripulado      | JUXS-S1       |            | Criado por AeroVironment                                    |
| Boeing ScanEagle                  | Estados Unidos | Veículo aéreo não tripulado      |               |            | Criado por Boeing                                           |
| Fuji-Imvac B2                     | Japão          | Veículo aéreo não tripulado      |               |            | Criado por Fuji-Imvac                                       |

## Futuros Equipamentos
- NBC Reconnaissance Vehicle - Successor to the Chemical Reconnaissance Vehicle and the Biological Reconnaissance Vehicle.[15]
- Kawasaki UH-X - Sucessor do Helicóptero utilitário UH-1H e UH-1J.[16]
- Type 15 105mm Maneuver Combat Vehicle - Caça-tanques 8x8 sobre rodas.
- Type 16 155mm Howitzer - Obuseiro auto propulsado 8x8 sobre rodas.

## Bandeira
As Forças de Autodefesa do Japão  e a Força Terrestre de Autodefesa do Japão usam uma versão do disco solar com oito raios vermelhos saindo do centro, chamada Hachijō-Kyokujitsuki (八条旭日旗). Há uma borda dourada parcialmente em volta dos cantos.

## Legislação
- Governo do Japão. 自衛隊法施行令 [Ordem de Execução de Lei das Forças de Autodefesa]; 30 de junho de 1954 [archived 2008-04-07; citado em 25-1-2008]. (em japonês).